# Søren Nancke-Krogh
Søren Nancke-Krogh, född 17 mars 1944, död 13 augusti 2010, är en dansk arkeolog och författare. Han blev känd i början av 1968 för sin tatuering som liknar den som skyterhövdingen från Pazyryk hade - som täckte båda armarna och sträckte sig in på både bröstet och ryggen. Han har varit verksam som arkeolog i bland annat Sverige och Danmark, efter att ha deltagit i utgrävningar på Öland framförde han teorin om att Köping på Öland skulle vara Ansgars Birka. Senare blev han museichef på Samsø och i Göteborg, och har som författaren skrivit om trosutvecklingen från shamanism till New Age och förespråkade teorin att den dominerande religionen i Skandinavien innan kristendom inte var asatron, utan snarare en dualistisk kristendomen, besläktad med bogomilernas och paulicianernas lära.